# Justin Rose
Justin Peter Rose, MBE (* 30. června 1980 Johannesburg) je anglický profesionální golfista. Je jedním z pěti golfistů historie, kteří dokázali vyhrát oficiální turnaj na všech šesti kontinentech. Ve světovém žebříčku je v lednu 2019 na 1. místě.
Narodil se v Jižní Africe anglickým rodičům, v Anglii žije od svých pěti let. Začínal v Tylney Park Golf Clubu, v šestnácti letech vyhrál St Andrews Links Trophy a v sedmnácti se poprvé zúčastnil The Open Championship a překvapil čtvrtým místem, poté se stal profesionálem. Od roku 1999 soutěžil v PGA European Tour a od roku 2003 v PGA Tour. Vyhrál v dosavadní kariéře sedm turnajů PGA Tour, největším úspěchem bylo US Open v roce 2013, kde byl prvním anglickým vítězem od roku 1970. Čtyřikrát reprezentoval Evropu v Ryder Cupu, v letech 2012 a 2014 byl členem vítězného týmu.
V roce 2016 vyhrál turnaj na olympiádě, který se konal po 112 letech. O svém vítězství rozhodl v závěrečném kole, kde zahrál šestnáct úderů pod par. Za tento úspěch obdržel v prosinci 2016 Řád britského impéria.